# معركة إنفيركيثينج
اندلعت معركة إنفيركيثينج (بالإنجليزية: Battle of Inverkeithing) في 20 يوليو 1651، بين جيش إنجليزي بقيادة جون لامبرت وجيش اسكتلندي بقيادة جيمس هولبورن كجزء من الغزو الإنجليزي لاسكتلندا. دارت المعركة بالقرب من شبه جزيرة فيري، جنوب إنفيركيثينج، وبعد ذلك سميت بمعركة إنفيركيثينج.
كان البرلمان الانجليزي قد أعدم تشارلز الأول، الذي كان ملكًا لكل من اسكتلندا وإنجلترا، في يناير 1649. أنشأ برلمان الردف الإنجليزي كومنولث جمهوري في إنجلترا. عندما اعترفت اسكتلندا حليفتهم السابقة بتشارلز الثاني ملكًا على كل بريطانيا في1 مايو 1650وبدأت في تجنيد جيش لدعمه. أرسل الإنجليز الجيش النموذجي الجديد، تحت قيادة أوليفر كرومويل. عبر الجيش إلى اسكتلندا في 22 يوليو، بقوة تزيد عن 16000 رجل. احتل الإنجليز إدنبرة وانسحب الاسكتلنديون إلى نقطة الاختناق في ستيرلنغ. لمدة عام تقريبًا، فشلت جميع المحاولات لاقتحام ستيرلنغ أو تجاوزها، حاول كرومويل سحب الاسكتلنديين إلى معركة قطعة ثابتة، لكنهم قاوموا، ولم يتمكن كرومويل من اختراق خط دفاعهم. في 17 يوليو 1651، عبر 1600 جندي إنجليز فيرث أوف فورث في أضيق نقطة له على متن قوارب مسطحة القاع مبنية خصيصًا وهبطوا في كوينزفيري الشمالية في شبه جزيرة فيري، هزموا الاسكتلنديين في إنفيركيثينج وهددوا معاقل شمال اسكتلندا. سار ليزلي وتشارلز الثاني جنوبًا في محاولة فاشلة لحشد المؤيدين الملكيين في إنجلترا.
استسلمت الحكومة الاسكتلندية، التي تركت في وضع لا يمكن تحمله، لكرومويل، الذي اتبع بعد ذلك الجيش الاسكتلندي جنوبا،
تاركًا 6000 رجل للتخلص من المقاومة المتبقية في اسكتلندا. هُزم تشارلز والاسكتلنديون بشكل حاسم في 3 سبتمبر في معركة وشستر. في نفس ليوم، استسلمت دندي، آخر بلدة اسكتلندية كبرى صامدة.

## خلفية
في عام 1639 ومرة أخرى في عام 1640 ، خاض تشارلز الأول ، الذي كان ملكًا لكل من اسكتلندا وإنجلترا في اتحاد شخصي ، حربًا مع رعاياه الاسكتلنديين في حروب الأساقفة.  وقد نشأت هذه من رفض الاسكتلنديين قبول محاولات تشارلز لإصلاح كنيسة اسكتلندا ، المعروفة باسم كيرك ، لجعلها تتماشى مع الممارسات الدينية الإنجليزية. لم يكن تشارلز ناجحًا ، وأرست التسوية التي تلت ذلك قبضة كونفنترس على الحكومة الاسكتلندية ؛  لقد طلبوا من جميع أصحاب المناصب المدنية والبرلمانيين ورجال الدين التوقيع على العهد الوطني ومنحوا البرلمان الاسكتلندي سلطة الموافقة على جميع أعضاء مجلس الملك في اسكتلندا. بعد سنوات من التوترات المتصاعدة ، والناجمة جزئيًا عن هزيمة تشارلز في حروب الأساقفة وحاجته إلى تمويلها ، انهارت العلاقة بين تشارلز وبرلمانه الإنجليزي أيضًا في الصراع المسلح ، وبدأت الحرب الأهلية الإنجليزية الأولى في عام 1642.
في إنجلترا ، عارض أنصار تشارلز ، الملكيون ، القوات المشتركة للبرلمانيين والاسكتلنديين ، الذين شكلوا في عام 1643 تحالفًا مرتبطًا بالرابطة الرسمية والعهد ، حيث وافق البرلمان الإنجليزي على إصلاح الكنيسة الإنجليزية على غرار ذلك.  خطوط إلى كيرك الاسكتلندي مقابل المساعدة العسكرية للاسكتلنديين. بعد أربع سنوات من الحرب هُزم الملكيون واستسلم تشارلز للأسكتلنديين.  بعد عدة أشهر من المفاوضات غير المثمرة ، سلم الاسكتلنديون تشارلز إلى القوات البرلمانية الإنجليزية مقابل تسوية مالية وغادروا إنجلترا في 3 فبراير 1647. ضغط مجلس الجيش الإنجليزي على تشارلز لقبول رؤساء الاقتراحات ، وهي مجموعة شروط أقل تطلبًا والتي  لم يتطلب إصلاح الكنيسة المشيخية. وبدلاً من ذلك ، وقع عرضًا يُعرف باسم خطوبة ، والذي تم طرحه مع الوفد الاسكتلندي.  وافق تشارلز على تأكيد الرابطة الرسمية والعهد من خلال قانون صادر عن البرلمان في كلتا المملكتين وقبول الكنيسة آل بريسبيتاريه في إنجلترا ، ولكن لفترة تجريبية مدتها ثلاث سنوات فقط ، مقابل مساعدة الاسكتلنديين في استعادة عرشه في إنجلترا.
وجهة نظر إنجليزية معاصرة للأسكتلنديين يفرضون شروطًا على تشارلز الثاني مقابل دعمهم
بعد صراع سياسي مطول ، حصل أنصار الخطبة على أغلبية في البرلمان الاسكتلندي ، وفي ذلك الوقت اندلعت الحرب مرة أخرى في إنجلترا بين الملكيين والبرلمانيين.  أرسل الاسكتلنديون جيشًا تحت قيادة دوق هاملتون إلى إنجلترا للقتال نيابة عن الملك في يوليو ، ولكن هُزموا بشدة في بريستون من قبل قوة بقيادة أوليفر كرومويل.  أدى هزيمة جيش إنجاغر إلى مزيد من الاضطرابات السياسية في اسكتلندا وتمكن الفصيل المعارض للانخراط من استعادة السيطرة على الحكومة.
غاضبًا من إراقة الدماء التي طال أمدها ، قام الجيش البرلماني بتطهير البرلمان الإنجليزي وأنشأ برلمان رامب ، الذي حاكم تشارلز بتهمة الخيانة ضد الشعب الإنجليزي. تم إعدامه في 30 يناير 1649 ، وتم إنشاء الكومنولث الجمهوري. أعلن البرلمان الاسكتلندي ، الذي لم تتم استشارته قبل إعدام الملك ، أن ابنه ، تشارلز أيضًا ، ملك بريطانيا.  قبل أن يسمحوا له بالعودة من المنفى في الجمهورية الهولندية لتولي تاجه ، طالبوه أولاً بالتوقيع على كلا العهدين: الاعتراف بسلطة كيرك في الأمور الدينية وسلطة البرلمان في الشؤون المدنية. كان تشارلز الثاني مترددًا في البداية في قبول هذه الشروط ، ولكن بعد أن سحقت حملة كرومويل في أيرلندا مؤيديه الملكيين هناك ، شعر بأنه مضطر لقبول الشروط الاسكتلندية ووقع معاهدة بريدا في 1 مايو 1650. شرع البرلمان الاسكتلندي في تجنيد جيش سريعًا  لدعم الملك الجديد وأبحر تشارلز إلى اسكتلندا ، وهبط في 23 يونيو.

## القوى المعارضة
المشاة
كانت تشكيلات المشاة والمعدات والتكتيكات متشابهة في كلا الجيشين. كان الفوج هو الوحدة التكتيكية القياسية ، لكن حجمها لم يكن موحدًا ومتنوعًا بشكل كبير.  كان فوج مشاة يتألف من الفرسان والبيكمين.  كان الفرسان مسلحين ببنادق يبلغ طولها 4 أقدام (1.2 مترًا) ، وفي الغالب ، كانت آليات إطلاق النار متشابكة.  اعتمدت هذه على النهاية المتوهجة لطول التطابق البطيء ، سلك رفيع مغمور في الملح الصخري ، مما أدى إلى إشعال مسحوق فتيلة السلاح عند سحب الزناد.  كانت هذه أسلحة موثوقة وقوية.  في عام 1650 ، كانت تكتيكات الفرسان في منتصف الانتقال من إطلاق النار من رتبة واحدة في كل مرة للحفاظ على نيران ثابتة ، إلى قيام الوحدة بأكملها بإطلاق كرة في نفس الوقت لإحداث تأثير الصدمة.
تم تجهيز Pikemen بالحراب: أعمدة خشبية طويلة مائلة بنقاط فولاذية.  كانت الحراب كما تم إصدارها في كلا الجيشين بطول 18 قدمًا (5.5 مترًا) ، ولكن في المسيرة تم قطعها عادةً إلى 15 قدمًا (4.6 متر) أو نحو ذلك.  حمل رجال البيكمين سيوفًا أساسية وكانوا يرتدون خوذة فولاذية لكن لم يرتدوا دروعًا أخرى.  اقترحت الكتيبات العسكرية في ذلك الوقت نسبة اثنين من الفرسان لكل راكب ، ولكن من الناحية العملية حاول القادة عادة زيادة عدد الفرسان وكانت النسبة أعلى هي القاعدة.
نظم كلا الجيشين أفواج المشاة الخاصة بهم في ألوية من ثلاثة أفواج لكل منها ، والتي تم نشرها عادة بفوجين جنبًا إلى جنب والثالث خلفها كاحتياطي.  سيشكل الرجال في كل وحدة أربع أو خمس رتب عميقة وفي تشكيل فضفاض نسبيًا ، مع حوالي 3 أقدام (0.9 م) من الواجهة لكل ملف ؛  لذلك قد يشكل فوج مشاة قوامه 600 فردًا بعرض 120 رجلًا وعمق 5 أفراد ، مما يمنحه واجهة تبلغ 360 قدمًا (110 مترًا) وعمق 15 قدمًا (4.6 مترًا).  يتم وضع البيكمين في وسط التشكيل ، في "حامل" ، مع تقسيم الفرسان على كل جانب. كان التكتيك المعتاد ضد المشاة هو أن يقوم الفرسان بإطلاق النار على خصومهم وبمجرد أن يُعتقد أنهم ضعيفوا أو أضعفوا معنوياتهم بشكل كافٍ ، سيتقدم موقف البيكمان ، في محاولة لاختراق مركز العدو.  كان هذا يعرف باسم "دفع رمح".  سيتقدم الفرسان أيضًا ، واشتبكوا مع العدو بأعقاب البنادق الخاصة بهم ، والتي كانت مطلية بالصلب لهذا الغرض ومحاولة تطويق التشكيل المقابل.
ضد سلاح الفرسان ، دعت العقيدة وحدات المشاة إلى تشديد التباعد بين ملفاتهم إلى ما يقرب من 18 بوصة (46 سم) لكل رجل والتقدم بثبات.  لكي تكون فعالة ضد المشاة ، احتاج سلاح الفرسان لاقتحام تشكيلتهم وإذا تم تجميع الرجال معًا لم يكن ذلك ممكنًا.  كان من المقبول أنه طالما بقيت معنويات المشاة صامدة ، فإن سلاح الفرسان لا يستطيع فعل الكثير ضد مقدمة مثل هذا التشكيل.  ومع ذلك ، كانت الأجنحة والخلفية معرضة بشكل متزايد لأن المشاة حشدوا معًا بشكل وثيق ، لأن هذا جعل المناورة أو قلب الوحدة أكثر صعوبة.
سلاح الفرسان
كان معظم سلاح الفرسان الإنجليزي يمتطون خيولًا كبيرة في ذلك الوقت.  كان الفرسان يرتدون خوذات معدنية ذات ذيل جراد البحر تحمي الرأس ، وعادة العنق ، والخدين ، وإلى حد ما ، الوجه.  كانوا يرتدون سترات من الجلد السميك غير المخمر وأحذية بطول الفخذ.  الدروع الواقية للبدن - الدرع (الصدر المعدني واللوحات الخلفية) - كانت غير عادية ولكنها غير معروفة.  كانوا مسلحين بمسدسين وسيف.  كان طول المسدسات من 18 بوصة (46 سم) إلى 24 بوصة (61 سم) وكان نطاقها فعالًا محدودًا للغاية.  كانت معظم مسدسات سلاح الفرسان ، وليس كلها ، مزودة بآليات إطلاق من فلينتلوك ، والتي كانت أكثر موثوقية في الطقس الرطب أو العاصف من آليات القفل.  كانت آليات فلينتلوك أغلى ثمناً من آليات القفل ، وعادة ما كانت مخصصة لسلاح الفرسان ، الذين وجدوا الاشتعال واستخدام التطابق البطيء أثناء التحكم في الحصان غير مريح.  كانت السيوف مستقيمة وطولها 3 أقدام (90 سم) وفعالة في كل من القطع والدفع. عادة ما يتم وضع الفرسان على كل جانب من المشاة.
تم تجهيز سلاح الفرسان الاسكتلندي بالمثل ، بالخوذات والمسدسات والسيوف ، ولا توجد دروع واقية من الرصاص ، على الرغم من وجود العديد من الرماح بدلاً من المسدسات. كان الاختلاف الرئيسي هو أن الخيول الاسكتلندية كانت أصغر حجمًا وأخف وزنًا ؛  لقد منحهم مزيدًا من السرعة في الحركة ولكنه وضعهم في وضع غير مؤات في المواجهة وجهًا لوجه. اعتمدت تكتيكاتهم على القدرة على المناورة ونهج الكر والفر ، حيث أدرك قادتهم أنهم لا يستطيعون الصمود أمام الإنجليز في مواجهة وجهاً لوجه.  كانت تكتيكات الفرسان الإنجليزية تهدف إلى الاستفادة من قوتهم.  سوف يتقدمون في تشكيل ضيق ، أرجل ركابهم متشابكة ، ليس أسرع من الهرولة - للحفاظ على التشكيل.  كانوا يطلقون مسدساتهم على مسافة قصيرة جدًا وعند الاتصال يحاولون استخدام الوزن الهائل لحواملهم وكتلة تشكيلهم لإجبار خصومهم على التراجع والانفجار في صفوفهم.
كلا الجيشين احتوى على الفرسان.  وقد نشأت هذه كجنود مشاة ، باستخدام الخيول لزيادة قدرتها على الحركة والتفكيك للقتال بالحراب أو البنادق.  بحلول عام 1650 كانوا قد أصبحوا إلى حد كبير قوات خيالة متخصصة.  لم يحمل أي منها الحراب.  استبدلت الفرسان الإنجليز بنادقهم بالبنادق القصيرة (إصدارات أقصر ماسورة من بنادق المشاة) أو ، في بعض الأحيان ، مسدسات وتم الاعتراف بها رسميًا كذراع سلاح الفرسان. كانت الفرسان الاسكتلنديون جزءًا من هذا التحول وحملوا كلاً من البنادق وسيوف الفرسان. عادة ما يتصرف الفرسان ككشافة ، أو يشكلون الحرس الخلفي لجيشهم.

## مقدمة

### الغزو الإنجليزي لاسكتلندا
كانت اسكتلندا تعيد التسلح بنشاط وشعر قادة الكومنولث الإنجليزي بالتهديد. ضغطوا على توماس فيرفاكس ، اللورد العام للجيش النموذجي الجديد ، والذي كان في هذه المرحلة مرادفًا للجيش البرلماني ، لشن هجوم استباقي .  لم يكن فيرفاكس مستعدًا لتوجيه الضربة الأولى ضد حلفائه السابقين ، معتقدًا أن إنجلترا واسكتلندا لا تزالان ملزمتين بالدوري الرسمي والعهد.  خلفه أوليفر كرومويل كقائد أعلى للجيش النموذجي الجديد وقاده عبر تويد إلى اسكتلندا في 22 يوليو 1650 وبذلك بدأت الحرب الأهلية الإنجليزية الثالثة . 
بمجرد توقيع معاهدة بريدا ، بدأ البرلمان الاسكتلندي في تجنيد الرجال لتشكيل جيش جديد ، تحت قيادة الجنرال المتمرس ديفيد ليزلي .  بحلول الوقت الذي دخل فيه كرومويل إلى اسكتلندا ، كان لدى ليزلي ما يقرب من 8000-9500 مشاة و 2000-3000 من سلاح الفرسان ، على الرغم من أن هذه الأعداد تذبذبت أثناء الحملة.  شكلت الحكومة لجنة لتطهير الجيش من أي شخص يشتبه في دعمه للخطبة ، وكذلك الرجال الذين يعتبرون خطاة أو غير مرغوب فيهم. [note 3]  عارض هذا ، ولكن دون جدوى ، الكثير من النبلاء الاسكتلنديين والقادة العسكريين الأكثر خبرة ، بما في ذلك ليزلي. أزال التطهير العديد من الرجال والضباط ذوي الخبرة وكان الجزء الأكبر من الجيش يتألف من مجندين خام مع القليل من التدريب أو الخبرة. 
أعد ليزلي خطًا دفاعيًا من الأعمال الترابية بين العاصمة الاسكتلندية إدنبرة وليث ،  واستخدم سياسة الأرض المحروقة من هناك إلى الحدود الاسكتلندية وسمح لكرومويل بالتقدم دون معارضة.  نقص الإمدادات وعداء السكان المحليين تجاه الغزاة الإنجليز أجبر كرومويل على الاعتماد على الإمدادات المنقولة بحراً بشكل متقطع.  حاول كرومويل إحضار الاسكتلنديين للمعركة في أدنبرة لكنه لم يكن قادرًا على إخراج ليزلي.  تزامن هجوم كرومويل مع زيارة تشارلز الثاني للجيش الاسكتلندي ، حيث تم استقباله بحرارة. أعضاء حكومة المعاهد ، قلقون من إفساد حربهم الإلهية بمشاعر الولاء الشخصي للملك ، وأمروا بعملية تطهير جديدة ، والتي أزالت 80 ضابطا و 4000 من رجال ليزلي. 
في 31 أغسطس انسحب كرومويل.  وصل الجيش الإنجليزي إلى دنبار في 1 سبتمبر ،  بعد أن استغرق يومين لمسيرة آخر 17 ميل (27 كـم) ، تمت مضايقته ليلا ونهارا من قبل الاسكتلنديين المتعقبين.  اجتاح الجيش الاسكتلندي الإنجليز وسد كتيبة الطريق المؤدي إلى بيرويك وإنجلترا في منطقة Cockburnspath Defile التي يسهل الدفاع عنها. نزلت القوة الرئيسية للاسكتلنديين على دون هيل المنيع ، 2 ميل (3 كـم) جنوب دنبار حيث يطل على المدينة والطريق الساحلي الممتد جنوبي غربي البلدة.   في 2 سبتمبر قام كرومويل بمسح الموقف وكتب إلى حاكم نيوكاسل يحذره من الاستعداد لغزو اسكتلندي محتمل. 

### معركة دنبار
اعتقادًا منه أن الجيش الإنجليزي كان في وضع ميؤوس منه وتحت ضغط لإنهائه بسرعة ،   قام ليزلي بتحريك جيشه بعيدًا عن التل إلى موقع لمهاجمة دنبار.   في ليلة 2/3 سبتمبر قام كرومويل بمناورة جيشه حتى يتمكن من شن هجوم مركز قبل الفجر ضد الجناح اليميني الاسكتلندي. فوجئ الاسكتلنديون لكنهم أبدوا مقاومة شجاعة.   تم دفع فرسانهم من قبل الإنجليز ،  بينما لم يكن ليزلي قادرًا على نشر معظم قوات المشاة في المعركة بسبب طبيعة التضاريس.   كانت المعركة مترددة عندما قاد كرومويل شخصيًا احتياطي سلاح الفرسان في هجوم على الجناحين على لواءين من المشاة الاسكتلنديين تمكنوا من السيطرة على الإنجليز وضموا الخط الاسكتلندي.   نفذ ليزلي انسحابًا قتاليًا ولكن تم أسر حوالي 6000 اسكتلندي من جيشه البالغ قوامه 12000 شخصًا وقتل أو جرح حوالي 1500.  
عندما وصلت أخبار الهزيمة إلى إدنبرة ، فر الكثير من الناس من المدينة في حالة ذعر ، لكن ليزلي سعى إلى حشد ما تبقى من جيشه وبناء خط دفاعي جديد في "ستيرلنغ" . كانت هذه نقطة اختناق ضيقة أدت إلى منع الوصول إلى شمال شرق اسكتلندا ، المصدر الرئيسي للإمدادات والمجندين للاسكتلنديين. هناك انضم إليه الجزء الأكبر من الحكومة ورجال الدين والنخبة التجارية في إدنبرة. استولى كرومويل على إدنبرة وميناء ليث دون صعوبة تذكر.  صمدت قلعة إدنبرة حتى ديسمبر.  وصف المؤرخ أوستن وولريتش سلوك قوات الاحتلال بأنه "نموذجي" ولاحظ أنه بعد فترة قصيرة عاد العديد من الفارين إلى المدينة وعادت الحياة الاقتصادية إلى ما يشبه الحياة الطبيعية. 
بعد الهزيمة في دنبار ، حاول ليزلي الاستقالة من منصب قائد الجيش ، لكن الحكومة الاسكتلندية لم تسمح بذلك ، إلى حد كبير بسبب عدم وجود أي بديل معقول.  العديد من ضباطه رفضوا تلقي الأوامر منه وغادروا للانضمام إلى جيش جديد كان قد نشأ من قبل الرابطة الغربية .  في الحكومة الاسكتلندية ، كان من العملي إلقاء اللوم على عمليات التطهير في هزيمة ليزلي وبحثت في إعادة الإنجيجرز إلى الحظيرة. كلما كان الفكر الأكثر دوغماتية هو أن الله قد هجرهم لأن عمليات التطهير لم تكن كافية وجادل بأن الكثير من الإيمان قد وُضع بأمير دنيوي لم يكن ملتزمًا بما فيه الكفاية بقضية العهد.  أصدرت هذه العناصر الأكثر راديكالية احتجاجًا غربيًا مثيرًا للانقسام ، والذي انتقد الحكومة لفشلها في تطهير الجيش بشكل صحيح وزاد من اتساع الخلافات بين الاسكتلنديين.  تولى المتظاهرون ، كما أصبحت هذه المجموعة ، قيادة جيش الاتحاد الغربي وحاولوا التفاوض مع كرومويل ، وحثوه على مغادرة اسكتلندا وتركهم تحت السيطرة. رفض كرومويل تقدمهم ودمر جيشهم في معركة هيتون (بالقرب من مركز هاميلتون الحديث) في 1 ديسمبر.   في 1 يناير 1651 تم تتويج تشارلز رسميًا في سكون . 

### مناورات
خلال ديسمبر 1650 ، تصالح تشارلز والحكومة الاسكتلندية مع الإنجيجرز الذين تم تطهيرهم ومع رؤساء المرتفعات الذين تم استبعادهم بسبب رفضهم التوقيع على العهد.  كانت هذه الفصائل المتنافسة ضعيفة التنسيق  ولم يتم دمجها بالكامل في الجيش الاسكتلندي إلا في أواخر ربيع عام 1651.  في يناير 1651 حاول الإنجليز الالتفاف على ستيرلنغ بشحن قوة عبر فيرث أوف فورث ، لكن هذا لم ينجح.  في أوائل فبراير تقدم الجيش الإنجليزي ضد ستيرلنغ ، ثم تراجع في طقس مروع. مرض كرومويل نفسه.
في أواخر يونيو ، تقدم الجيش الاسكتلندي جنوبا. انتقل الإنجليز شمالًا من إدنبرة لمقابلتهم ، لكن وضع ليزلي جيشه شمال فالكيرك ، خلف نهر كارون . كان هذا الموقف أقوى من أن يهاجمه كرومويل ؛ قاوم ليزلي كل استفزاز لخوض معركة مفتوحة أخرى وانسحب في النهاية. تبعه كرومويل وحاول تجاوز ستيرلنغ ، لكنه لم يتمكن من ذلك.  ثم سار إلى جلاسكو وأرسل الغزاة إلى الأراضي التي يسيطر عليها اسكتلندا. ظل الجيش الاسكتلندي يلقي بظلاله على الإنجليز ، متحركًا جنوب غربًا إلى موقع قوي آخر في كيلسيث في 13 يوليو.   عاد الإنجليز إلى الشرق وعاد الأسكتلنديون إلى كارون. اقتحم الإنجليز واستولوا على الموقع الاسكتلندي البعيد لـ منزل كلنتر ، لكن ليزلي ما زالت ترفض الاستطالة. من المحتمل أن يكون قصد كرومويل أن يكون الإجراء أقل كمحاولة لاستفزاز ليزلي للدخول في معركة وأكثر لجذب انتباه الاسكتلنديين بعيدًا عن الأنشطة التي تجري في الشرق. 

## العبور الرابع
هبوط إنجليزي
في أواخر عام 1650 ، أمر مجلس الدولة ، وهو السلطة التنفيذية للكومنولث الإنجليزي ، ببناء 50 قاربًا مسطح القاع ، والتي وصلت إلى ليث في يونيو 1651.  توقع الأسكتلنديون إمكانية محاولة أخرى لعبور الرابع. وأنشأت حامية في بيرنتيسلاند .  في وقت مبكر من يوم 17 يوليو ،  قوة إنجليزية مكونة من حامية ليث ، فوج دانيال للقدم وأربعة جنود من كتيبة الخيول التابعة للعقيد روبرت أوفرتون ، على متن القوارب ذات القاع المسطح.  بلغ مجموعهم 1600 رجل ، تحت القيادة العامة لأوفرتون ،  وعبروا في فيرث أوف فورث في أضيق نقطة ، وهبطوا في شمال كوينزفيري في شبه جزيرة فيري . تحركت القوات الاسكتلندية في بيرنتيسلاند نحو مكان الإنزال الإنجليزي ، وأرسلت لتعزيزات من ستيرلينغ و دنفرملين وحفرت في انتظارهم. على مدى الأيام الأربعة التالية ، قام الإنجليز بشحن موازين قوتهم عبر فورث وتولى اللواء جون لامبرت القيادة.  

### أعداد
بحلول صباح يوم 20 يوليو ، قام الإنجليز بتجميع أربعة أفواج مشاة وثلاثة أفواج سلاح الفرسان على الشاطئ الشمالي من الرابع. كانوا خليطًا من وحدات المحاربين المخضرمين والقوات التي تم تربيتها حديثًا ؛ قد يتألف فوج سلاح الفرسان من ميليشيا . يشير المؤرخ ستيوارت ريد إلى أن الإنجليز كانوا "قوة خدش إلى حد كبير".  بلغ عددهم حوالي 4000 رجل. 
كان لدى الأسكتلنديين ثلاثة أفواج مشاة تحت قيادة اللواء جيمس هولبورن و 500 من أفراد هايلاندر بقيادة هيكتور ماكلين من دوارت . وثلاثة أفواج سلاح الفرسان بقيادة جون براون من فوردل مع بعض الوحدات الصغيرة المركبة المرفقة. يُعتقد أن الكثير من الحامية في بورنتيسلاند كانت موجودة أيضًا ، لكن عددهم غير معروف.  يقول المؤرخ أوستن وولريتش إن الاسكتلنديين كان لديهم أكثر من 4000 رجل. 

### ارتباط
يتم فصل شبه جزيرة فيري عن بقية فايف بواسطة برزخ ضيق ، حوالي نصف ميل (800 م) واسعة وتهيمن عليها فيري هيلز بارتفاع 240 قدم (73 م) فوق مستوى سطح البحر. مباشرة وراء شبه الجزيرة ، إلى الشمال الغربي ، ترتفع الأرض مرة أخرى إلى كاسلاند هيل ، 207 قدم (63 م) عالية. يقود هذا الطريق الساحلي ، الذي يمر عبر قرية إنفيركيثينج إلى الشرق ، والطريق شمالًا إلى دنفرملين وهو موقع دفاعي قوي بشكل طبيعي. في 20 يوليو ، تقدم الاسكتلنديون عبر هذه التلال ولكنهم انتقلوا بعد ذلك إلى الجنوب الغربي بالقرب من البرزخ والتحصينات الإنجليزية على تلال العبارات. أمر هولبورن رجاله بالانسحاب ، معتقدًا أن الأسكتلنديين تفوق عددهم على القوة الإنجليزية التي تم تعزيزها مؤخرًا. لامبرت ، الذي رأى أيضًا أنه يمتلك القوة المتفوقة عدديًا ، أرسل فوجًا من الفرسان لمضايقة الحرس الخلفي للاسكتلنديين. استدار هولبورن على الفور لمواجهة الإنجليز بترتيب المعركة على المنحدرات السفلية لتل كاسلاند.

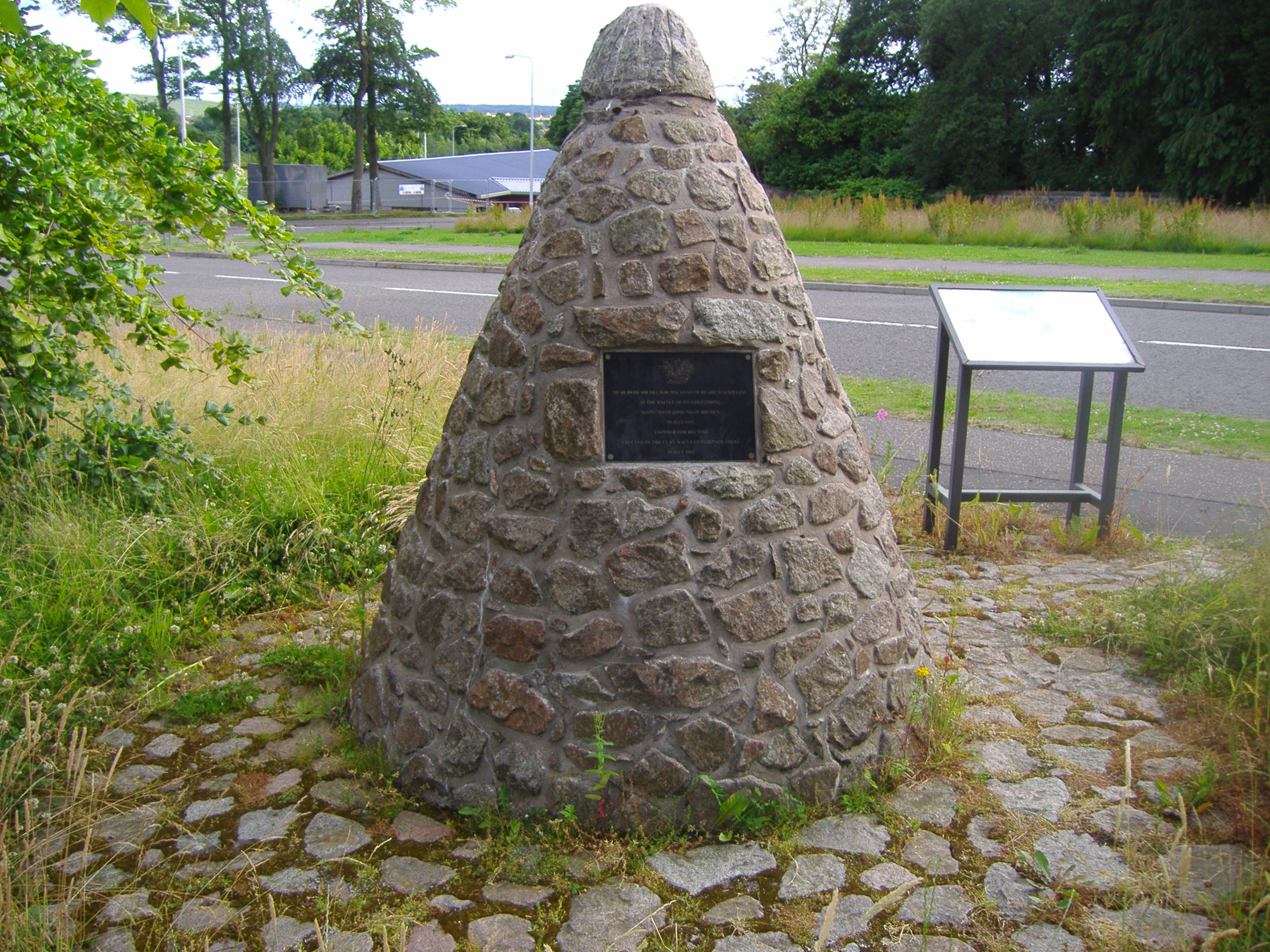

تفاصيل المعركة غير مؤكدة ، لكن يبدو أن لواء المشاة الاسكتلندي قد تشكل في الوسط ، مع سلاح فرسان براون على يمينهم والوحدات الصغيرة المركبة و المرتفعات على اليسار. كان لدى الإنجليز أيضًا المشاة في الوسط مع تقسيم فرسانهم بشكل متساوٍ بين الأجنحة ، ولكن مع وجود ثقل أكبر على يمينهم.   توقف النشاط بعد ذلك لمدة ساعة ونصف ، ولم يكن أي من الطرفين مستعدًا لبدء معركة. عندما وصل رسول إلى لامبرت يحمل أخبارًا عن أن المزيد من التعزيزات الاسكتلندية في طريقهم من ستيرلنغ ، شعر بأنه مضطر لشن الهجوم. 
قام لواء سلاح الفرسان التابع لبراون ، بمواجهة الجناح الإنجليزي الأضعف ، بشحنه وهزيمة بعض سلاح الفرسان الإنجليزي. كل فرسان براون كانوا ملتزمين بهذه المعركة ولذا لم يكن هناك احتياطي لاستغلال الميزة. كان الإنجليز يحتفظون باحتياطي يهاجم الأسكتلنديين المضطربين ، ويقودهم بدورهم ويلتقطون براون ،  الذي توفي لاحقًا متأثرًا بجراحه.  سارت المعركة بشكل مشابه على الجانب الآخر ، حيث نجح الأسكتلنديون في البداية قبل أن يهزمهم سلاح الفرسان الإنجليزي ، ومن المحتمل أن يقودهم لامبرت شخصيًا. بعد المعركة ، وجد لامبرت رصاصتين مستقيدين في سترته.  انتهى هذا الجزء من المعركة في أقل من 30 دقيقة. 
لم يشارك المشاة خلال مبارزات سلاح الفرسان وهناك اقتراح معاصر فشل هولبورن في استغلال النجاح الأولي لسلاح الفرسان الاسكتلندي مع تقدم سريع من قبل المشاة. مع خسارة المعركة ، حاول المشاة الاسكتلنديون الانسحاب من الميدان. تمت ملاحقتهم من قبل سلاح الفرسان الإنجليزي لمسافة 6 ميل (10 كـم) مع اثنين من أفواجهم تمكنوا من الفرار في حالة جيدة ، بينما تم القضاء على الثالث ، و مرتفعات دوارت، وتم أسر العديد من الرجال وقتل دوارت.   كان هولبورن من بين أولئك الذين هربوا. تمت محاكمته العسكرية ولكن تمت تبرئته. 
زعم لامبرت أنه قتل 2000 من العدو وأسر 1400 وأنه عانى فقط من مقتل 8 إنجليز ، إلى جانب عدد غير معروف من الجرحى.  كتب السير جيمس بلفور ، وهو ضابط كبير في الجيش الاسكتلندي ، في مذكراته أن حوالي 800 اسكتلندي قتلوا إجمالاً.  تعتقد المصادر الحديثة أنه تم أسر حوالي 1000 اسكتلندي.  تم تحديد موقع المعركة بواسطة البيئة التاريخية اسكتلندا في قائمة جرد ساحات المعارك التاريخية كميدان معركة ذات أهمية وطنية. 

## ما بعد الكارثة

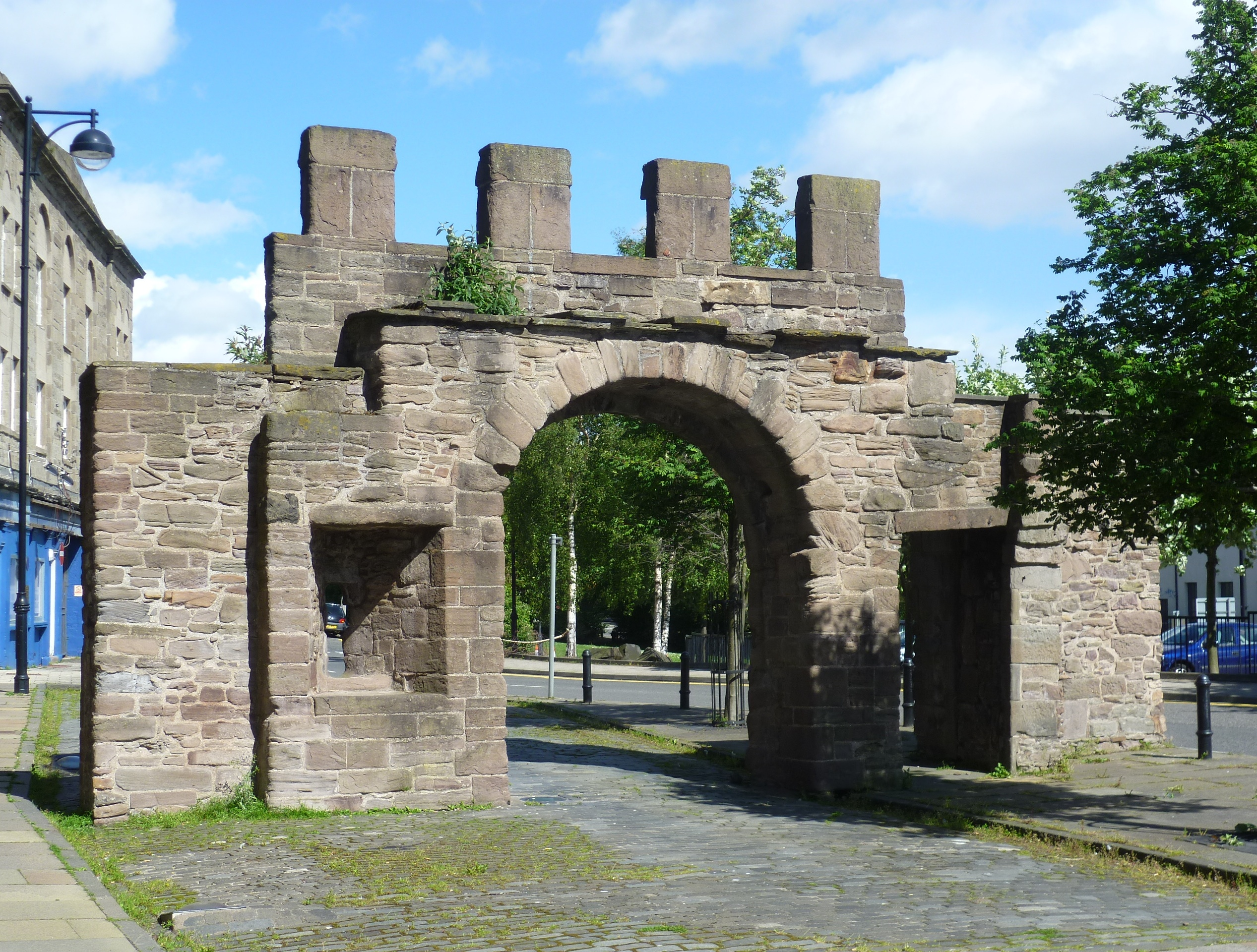

بعد المعركة ، سار لامبرت على بعد 6 ميل (10 كـم) شرقا واحتلت ميناء المياه العميقة برنتيسلاند.  استولى كرومويل على جزيرة إنتشجارفي المحصنة وشحن معظم الجيش الإنجليزي إلى بيرنتيسلاند ، وجمع 13000 إلى 14000 رجل هناك بحلول 26 يوليو. تم ترك ثمانية أفواج فقط جنوب الرابع ، وكلها تحمي إدنبرة.  وإدراكًا أن هذا ترك الطريق مفتوحًا إلى إنجلترا للاسكتلنديين ، أصدر كرومويل أوامر طوارئ بشأن الإجراءات التي يجب اتخاذها إذا حدث ذلك.   ثم تجاهل الجيش الاسكتلندي في ستيرلنغ وفي 31 يوليو سار على مقر الحكومة الاسكتلندية في بيرث التي حاصرها . استسلمت بيرث بعد يومين من عزل الجيش الاسكتلندي عن التعزيزات والمؤن والعتاد.    لم ير تشارلز وليزلي أي أمل في النصر إذا بقيا لمواجهة كرومويل ، فتقدموا جنوباً وغزا إنجلترا على أمل يائس في إشعال انتفاضة ملكية.  تبعه كرومويل ولامبرت ، وظللوا الجيش الاسكتلندي بينما تركوا الجنرال جورج مونك مع 6000 من الرجال الأقل خبرة للتخلص من المقاومة الاسكتلندية المتبقية. 
ستيرلنغ وأليث وسانت أندروز . كانت دندي وأبردين آخر معاقل اسكتلندية مهمة. قام مونك بتشكيل جيشه الكامل خارج دندي في 26 أغسطس وطالب باستسلامه. ورفض المحافظ اعتقادا منه أن أسوار البلدة والميليشيات المحلية قوية بما يكفي لتحمل الإنجليز. غاضبًا من الاضطرار إلى المخاطرة بحياة رجاله بهجوم عندما انتهت الحرب ، أعطى مونك الإذن بنهب البلدة بمجرد الاستيلاء عليها. بعد قصف استمر ثلاثة أيام  اقتحمت القوات الإنجليزية الجائعة والمنهكة من الحرب  الموانئ الغربية والشرقية في 1 سبتمبر ،  اقتحمت المدينة ونهبتها تمامًا ؛ وقُتل عدة مئات من المدنيين ، بينهم نساء وأطفال.  بعد ذلك تم فرض انضباط عسكري صارم.  عند سماع الأخبار من دندي ، استسلم أبردين على الفور ، منهيا المقاومة الاسكتلندية الفعالة. 
في هذه الأثناء ، تغلب كرومويل وقواته على الجيش الاسكتلندي في ورسستر وفي 3 سبتمبر 1651 هزمهم في معركة ورسستر . تم القبض على ليزلي مع معظم القادة الملكيين ؛ تم سجنه في برج لندن وظل هناك حتى استعادة عام 1660. تمكن تشارلز الثاني بنفسه من الهروب من الميدان.  ألغيت حكومة العهد الاسكتلندي وفرض القادة الإنجليز حكمًا عسكريًا. 
بعد وفاة كرومويل في 3 سبتمبر 1658 كان هناك اضطراب سياسي. في النهاية ، قاد مونك جيشه جنوبًا ، وعبر تويد في 2 يناير 1660 ودخل لندن في 3 فبراير حيث دعا إلى انتخابات برلمانية جديدة. دعا البرلمان الجديد تشارلز للعودة ملكًا لكل من إنجلترا واسكتلندا – لا تزال ممالك منفصلة – في 1 مايو.  اتحدت اسكتلندا وإنجلترا رسميًا كدولة واحدة في 28 أبريل 1707. 

## الملاحظات والاستشهادات والمصادر

### اقتباسات
1. ↑  Kenyon & Ohlmeyer 2002، صفحات 15–16.
2. ↑  Stewart 2016، صفحات 124–125.
3. ↑  Rodger 2004، صفحات 413–415.
4. ↑  Woolrych 2002، صفحات 229–230.
5. ↑  Woolrych 2002، صفحة 271.
6. ↑  Woolrych 2002، صفحات 329–330.
7. ↑  Woolrych 2002، صفحات 340–349.
8. ↑  Gentles 2002، صفحات 144–150.
9. ↑  Stewart 2016، صفحات 258–259.
10. 1 2  Furgol 2002، صفحة 64.
11. ↑  Young 1996، صفحة 215.
12. ↑  Woolrych 2002، صفحات 430–433.
13. ↑  Gentles 2002، صفحة 154.
14. ↑  Kenyon & Ohlmeyer 2002، صفحة 32.
15. ↑  Dow 1979، صفحة 7.
16. ↑  Furgol 2002، صفحة 68.
17. ↑  Woolrych 2002، صفحة 481.
18. ↑  Dow 1979، صفحات 7–8.
19. ↑  Ohlmeyer 2002، صفحات 98–102.
20. ↑  Reese 2006، صفحة 41.
21. 1 2 3  Reid 2008، صفحة 30.
22. ↑  Reese 2006، صفحات 28–29.
23. 1 2 3  Reese 2006، صفحة 29.
24. 1 2  Reid 2008، صفحة 31.
25. 1 2 3  Reese 2006، صفحة 28.
26. ↑  Reese 2006، صفحات 29, 41.
27. ↑  Royle 2005، صفحة 194.
28. 1 2  Brooks 2005، صفحة 516.
29. ↑  Reid 2008، صفحة 56.
30. 1 2  Reese 2006، صفحة 40.
31. ↑  Reid 2008، صفحة 32.
32. ↑  Reid 2008، صفحات 32–33.
33. 1 2  Woolrych 2002، صفحة 482.
34. 1 2  Dow 1979، صفحة 8.
35. ↑  Furgol 2002، صفحة 65.
36. ↑  Reid 2008، صفحات 39–40.
37. 1 2  Woolrych 2002، صفحة 483.
38. ↑  Hutton & Reeves 2002، صفحة 221.
39. 1 2  Edwards 2002، صفحة 258.
40. 1 2  Woolrych 2002، صفحات 484–485.
41. ↑  Brooks 2005، صفحة 513.
42. ↑  Reese 2006، صفحات 67–68.
43. 1 2  Brooks 2005، صفحة 514.
44. ↑  Reese 2006، صفحة 68.
45. ↑  Woolrych 2002، صفحة 485.
46. ↑  Royle 2005، صفحة 579.
47. ↑  Reid 2008، صفحة 57.
48. ↑  Wanklyn 2019، صفحة 138.
49. ↑  Royle 2005، صفحة 581.
50. ↑  Reese 2006، صفحات 89–90.
51. ↑  Reese 2006، صفحات 91, 94.
52. ↑  Reid 2008، صفحة 75.
53. ↑  Reese 2006، صفحات 96–97.
54. ↑  Reid 2008، صفحات 74–75.
55. ↑  Brooks 2005، صفحة 515.
56. ↑  Reid 2008، صفحات 39, 75–77.
57. ↑  Woolrych 2002، صفحة 487.
58. 1 2 3 4  Furgol 2002، صفحة 69.
59. 1 2 3  Woolrych 2002، صفحة 488.
60. ↑  Furgol 2002، صفحات 67–69.
61. ↑  Woolrych 2002، صفحة 490.
62. ↑  Woolrych 2002، صفحة 491.
63. ↑  Reid 2008، صفحة 84.
64. ↑  Woolrych 2002، صفحة 493.
65. 1 2  Reid 2008، صفحة 85.
66. 1 2 3 4  Woolrych 2002، صفحة 494.
67. 1 2 3 4 5  Reese 2006، صفحة 115.
68. 1 2 3  Wanklyn 2019، صفحة 140.
69. 1 2 3  Reid 2008، صفحات 85–86.
70. 1 2  Ashley 1954، صفحة 51.
71. ↑  Reid 2008، صفحة 86.
72. ↑  Reid 2008، صفحات 86–87.
73. 1 2  Reid 2008، صفحات 86, 88–89.
74. 1 2 3 4  Reid 2008، صفحة 89.
75. ↑  Ashley 1954، صفحة 52.
76. 1 2 3  Reese 2006، صفحة 116.
77. ↑  Reid 2008، صفحات 87, 89.
78. 1 2  Historic Environment Scotland BTL23.
79. ↑  Reid 2008، صفحة 90.
80. ↑  Reid 2008، صفحات 90–91.
81. ↑  Stewart 2021، صفحة 176.
82. 1 2  Reid 2008، صفحة 91.
83. ↑  Woolrych 2002، صفحات 494–495.
84. ↑  Woolrych 2002، صفحات 494–496.
85. 1 2  Woolrych 2002، صفحات 494–497.
86. ↑  Stewart 2021، صفحة 46.
87. ↑  Stewart 2017، صفحة 176.
88. ↑  Royle 2005، صفحة 609.
89. ↑  Woolrych 2002، صفحات 497, 499.
90. ↑  Woolrych 2002، صفحات 498–499.
91. ↑  Dow 1979، صفحة 22.
92. ↑  Stewart 2021، صفحة 49.
93. ↑  Stewart 2021، صفحات 92–93.